# Aoteadrillia wanganuiensis
Aoteadrillia wanganuiensis is een slakkensoort uit de familie van de Horaiclavidae. De wetenschappelijke naam van de soort is voor het eerst geldig gepubliceerd in 1873 door Hutton.